# Canavalia bicarinata
Canavalia bicarinata är en ärtväxtart som beskrevs av Paul Carpenter Standley. Canavalia bicarinata ingår i släktet Canavalia och familjen ärtväxter. Inga underarter finns listade i Catalogue of Life.